# Meilleur jeune joueur de l'année de la K League
Le titre de meilleur jeune joueur de la K League (en coréen : K리그 영플레이어상) est un trophée annuel attribué au jeune joueur de moins de 23 ans évoluant dans le championnat de Corée du Sud ayant effectué les meilleures prestations.

## Vainqueurs
| Année | Joueur          | Club                       |
| ----- | --------------- | -------------------------- |
| 1985  | Lee Heung-sil   | POSCO Atoms                |
| 1986  | Ham Hyun-gi     | Hyundai Horang-i           |
| 1987  | Kim Joo-sung    | Daewoo Royals              |
| 1988  | Hwangbo Kwan    | Yukong Elephants           |
| 1989  | Ko Jeong-woon   | Ilhwa Chunma FC            |
| 1990  | Song Ju-seok    | Hyundai Horang-i (2)       |
| 1991  | Cho Woo-seok    | Ilhwa Chunma FC (2)        |
| 1992  | Shin Tae-yong   | Ilhwa Chunma FC (3)        |
| 1993  | Jung Kwang-seok | Daewoo Royals (2)          |
| 1994  | Choi Yong-soo   | Anyang LG Cheetahs         |
| 1995  | Roh Sang-rae    | Chunnam Dragons            |
| 1996  | Park Kun-ha     | Suwon Bluewings            |
| 1997  | Shin Jin-won    | Daejeon Citizen            |
| 1998  | Lee Dong-gook   | Pohang Steelers (2)        |
| 1999  | Lee Sung-jae    | Bucheon SK (2)             |
| 2000  | Yang Hyun-jun   | Jeonbuk Hyundai Motors     |
| 2001  | Song Chong-gug  | Busan I'Cons (3)           |
| 2002  | Lee Chun-soo    | Ulsan Hyundai Horang-i (3) |
| 2003  | Jung Jo-gook    | Anyang LG Cheetahs (2)     |
| 2004  | Moon Min-kui    | Pohang Steelers (3)        |
| 2005  | Park Chu-young  | FC Séoul (3)               |
| 2006  | Yeom Ki-hun     | Jeonbuk Hyundai Motors (2) |
| 2007  | Ha Tae-kyun     | Suwon Bluewings (2)        |
| 2008  | Lee Seung-yeoul | FC Séoul (4)               |
| 2009  | Kim Young-hoo   | Gangwon FC                 |
| 2010  | Yoon Bit-garam  | Gyeongnam FC               |
| 2011  | Lee Seung-gi    | Gwangju FC                 |
| 2012  | Lee Myung-joo   | Pohang Steelers (4)        |
| 2013  | Go Moo-yol      | Pohang Steelers (5)        |
| 2014  | Kim Seung-dae   | Pohang Steelers (6)        |
| 2015  | Lee Jae-sung    | Jeonbuk Hyundai Motors (3) |
| 2016  | Ahn Hyeon-beom  | Jeju United (3)            |
| 2017  | Kim Min-jae     | Jeonbuk Hyundai Motors (4) |
| 2018  | Han Seung-gyu   | Ulsan Hyundai (4)          |
| 2019  | Kim Ji-hyeon    | Gangwon FC (2)             |

## Bilan
| Rang | Clubs                  | Titres |
| ---- | ---------------------- | ------ |
| 1    | Pohang Steelers        | 6      |
| 2    | Jeonbuk Hyundai Motors | 4      |
| 2    | FC Séoul               | 4      |
| 2    | Ulsan Hyundai          | 4      |
| 5    | Jeju United            | 3      |
| 5    | Busan IPark            | 3      |
| 5    | Seongnam FC            | 3      |
| 8    | Suwon Bluewings        | 2      |
| 8    | Gangwon FC             | 2      |
| 10   | Gwangju FC             | 1      |
| 10   | Gyeongnam FC           | 1      |
| 10   | Daejeon Citizen        | 1      |
| 10   | Jeonnam Dragons        | 1      |

| Rang | Pays         | Titres |
| ---- | ------------ | ------ |
| 1    | Corée du Sud | 35     |